# Lynnville (Illinois)
Lynnville és una població dels Estats Units a l'estat d'Illinois. Segons el cens del 2000 tenia 137 habitants.

## Demografia
Segons el cens del 2000, Lynnville tenia 137 habitants, 55 habitatges, i 38 famílies. La densitat de població era de 661,2 habitants/km².
Dels 55 habitatges en un 29,1% hi vivien nens de menys de 18 anys, en un 54,5% hi vivien parelles casades, en un 7,3% dones solteres, i en un 30,9% no eren unitats familiars. En el 25,5% dels habitatges hi vivien persones soles el 14,5% de les quals corresponia a persones de 65 anys o més que vivien soles. El nombre mitjà de persones vivint en cada habitatge era de 2,49 i el nombre mitjà de persones que vivien en cada família era de 3,03.
Per edats la població es repartia de la següent manera: un 21,9% tenia menys de 18 anys, un 13,9% entre 18 i 24, un 26,3% entre 25 i 44, un 24,1% de 45 a 60 i un 13,9% 65 anys o més.
L'edat mediana era de 34 anys. Per cada 100 dones de 18 o més anys hi havia 114 homes.
La renda mediana per habitatge era de 38.000 $ i la renda mediana per família de 40.313 $. Els homes tenien una renda mediana de 19.375 $ mentre que les dones 21.500 $. La renda per capita de la població era de 14.919 $. Cap de les famílies i l'1,4% de la població estaven per davall del llindar de pobresa.

## Poblacions més properes
El següent diagrama mostra les poblacions més properes.